# Unterdießen
Unterdießen település Németországban, azon belül Bajorországban. Lakosainak száma 1488 fő (2023. december 31.).

## Népesség
A település népessége az elmúlt években az alábbi módon változott:
| Lakosok száma | 384  | 709  | 921  | 1026 | 1362 | 1402 | 1446 | 1454 | 1457 | 1488 |
|               | 1875 | 1950 | 1975 | 1987 | 2012 | 2014 | 2016 | 2017 | 2021 | 2023 |